# Храпов, Андрей Иванович
Андре́й Ива́нович Хра́пов (род. 1970, Саратов, РСФСР, СССР) — российский государственный деятель, генерал-полковник полиции (2022). Заместитель министра внутренних дел Российской Федерации (с 16 июля 2021 года), в 2016—2021 годах — начальник Главного управления по контролю за оборотом наркотиков МВД России.

## Биография
Родился в 1970 году в Саратове. Отец — генерал-лейтенант милиции Иван Храпов, занимал должность начальника Главного управления уголовного розыска МВД России. Окончил среднюю школу, после чего работал токарем на заводе. В 1988—1990 годах проходил срочную службу в Вооружённых силах СССР.
После завершения службы в армии Храпов учился в Московской высшей школе милиции МВД СССР, которая позднее была преобразована в Московский юридический институт МВД России. Окончил обучение в 1994 году, после чего служил оперуполномоченным уголовного розыска отдела внутренних дел «Беговой» в Москве.
В 1995—2003 годах занимал различные должности в структуре Управления уголовного розыска ГУВД города Москвы, прошёл путь от должности оперуполномоченного до поста заместителя начальника 2-го отдела столичного уголовного розыска, занимавшегося раскрытием убийств.
С 2003 года по 2007 год Храпов занимал должность начальника 1-го отдела Управления уголовного розыска ГУВД Москвы — сотрудниками данного подразделения осуществлялось раскрытие заказных убийств. В 2007—2013 годах являлся заместителем начальника Управления уголовного розыска ГУВД Москвы и курировал раскрытие тяжких преступлений против личности. Как отмечает «ТАСС», Храпов занимался расследованием нападения на Олега Кашина: 6 ноября 2010 года журналист был избит возле своего дома.
5 апреля 2013 года Храпов был назначен на должность заместителя начальника Главного управления уголовного розыска МВД России. В качестве заместителя начальника Главного управления уголовного розыска Храпов курировал борьбу с организованной преступностью.
5 апреля 2016 года Указом Президента Российской Федерации была упразднена Федеральная служба Российской Федерации по контролю за оборотом наркотиков. Функции и полномочия ведомства были переданы МВД России, в структуре которого было образовано Главное управление по контролю за оборотом наркотиков МВД России. 13 апреля 2016 года на должность начальника нового управления был назначен генерал-майор Храпов. Указом Президента Российской Федерации от 10 июня 2017 года Храпову было присвоено специальное звание «генерал-лейтенант полиции».
Храпов является выпускником четвертого потока президентской программы подготовки кадрового управленческого резерва государственной службы, запущенной в июне 2017 года на базе Высшей школы государственного управления РАНХиГС.
Президентским указом от 16 июля 2021 года генерал-лейтенант Храпов был освобождён от должности начальника Главного управления по контролю за оборотом наркотиков МВД России и назначен на должность заместителя министра внутренних дел Российской Федерации. Этим же указом от своей должности был освобождён заместитель министра внутренних дел генерал-полковник Михаил Ваничкин.
Указом Президента Российской Федерации от 7 ноября 2022 года № 800 Храпову было присвоено специальное звание «генерал-полковник полиции».

## Награды
Удостоен ряда государственных и ведомственных наград, среди них:
- медаль ордена «За заслуги перед Отечеством» I степени (2010)[2];
- наградное оружие (2020)[6].